# Archidiócesis de Valencia
La archidiócesis de Valencia (en latín: Archidioecesis Valentina y en valenciano: Arxidiòcesi de València) es una circunscripción eclesiástica de la Iglesia católica en España. Se trata de una archidiócesis latina, sede metropolitana de la provincia eclesiástica de Valencia. Desde el 10 de octubre de 2022 su arzobispo es Enrique Benavent Vidal.

## Territorio y organización

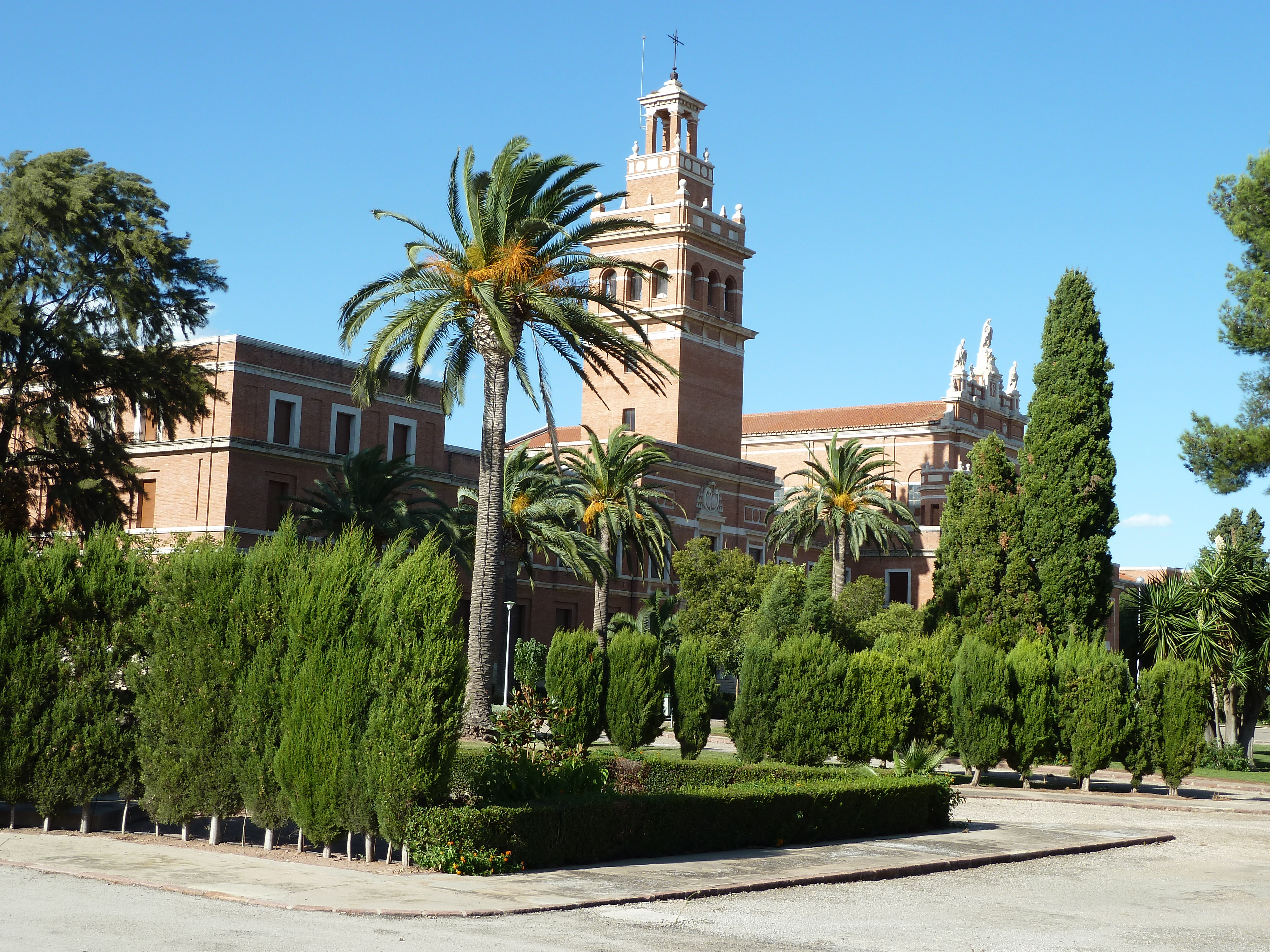
Seminario archiepiscopal de Valencia

La archidiócesis tiene 13 091 km² y extiende su jurisdicción sobre los fieles católicos de rito latino residentes en la Comunidad Valenciana en la provincia de Valencia, excepto el municipio de Gátova, y en 63 municipios de la provincia de Alicante.

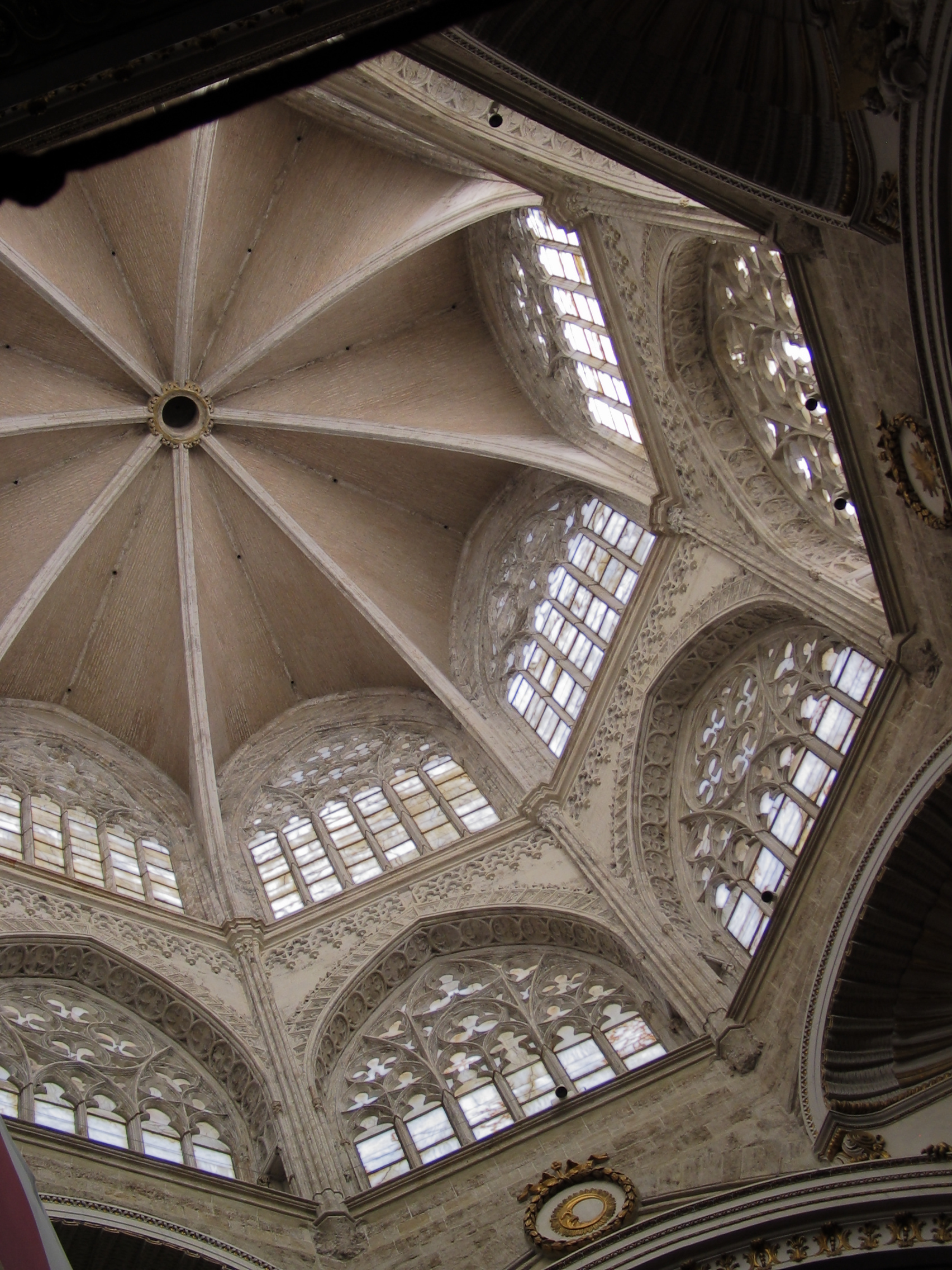
Cúpula de la catedral

La sede de la archidiócesis se encuentra en la ciudad de Valencia, en donde se halla la Catedral basílica metropolitana de la Asunción de Nuestra Señora, en donde se custodia el Cáliz de Valencia, el grial fechado en el siglo I, que según la tradición es el cáliz utilizado por Jesucristo durante la Última Cena. Es heredero la de la tradición medieval aragonesa, que solamente ha vuelto a ser usado en las celebraciones de la santa misa en ocasión de las visitas apostólicas a Valencia del papa Juan Pablo II en 1982 y del papa Benedicto XVI en 2006. Además de la catedral, hay otras 5 basílicas menores en la archidiócesis: la basílica de Santiago Apóstol, en Algemesí, las basílicas de Nuestra Señora de los Desamparados, de San Vicente Ferrer y del Sagrado Corazón de Jesús, las 3 en Valencia, y la basílica de la Asunción, en Játiva.

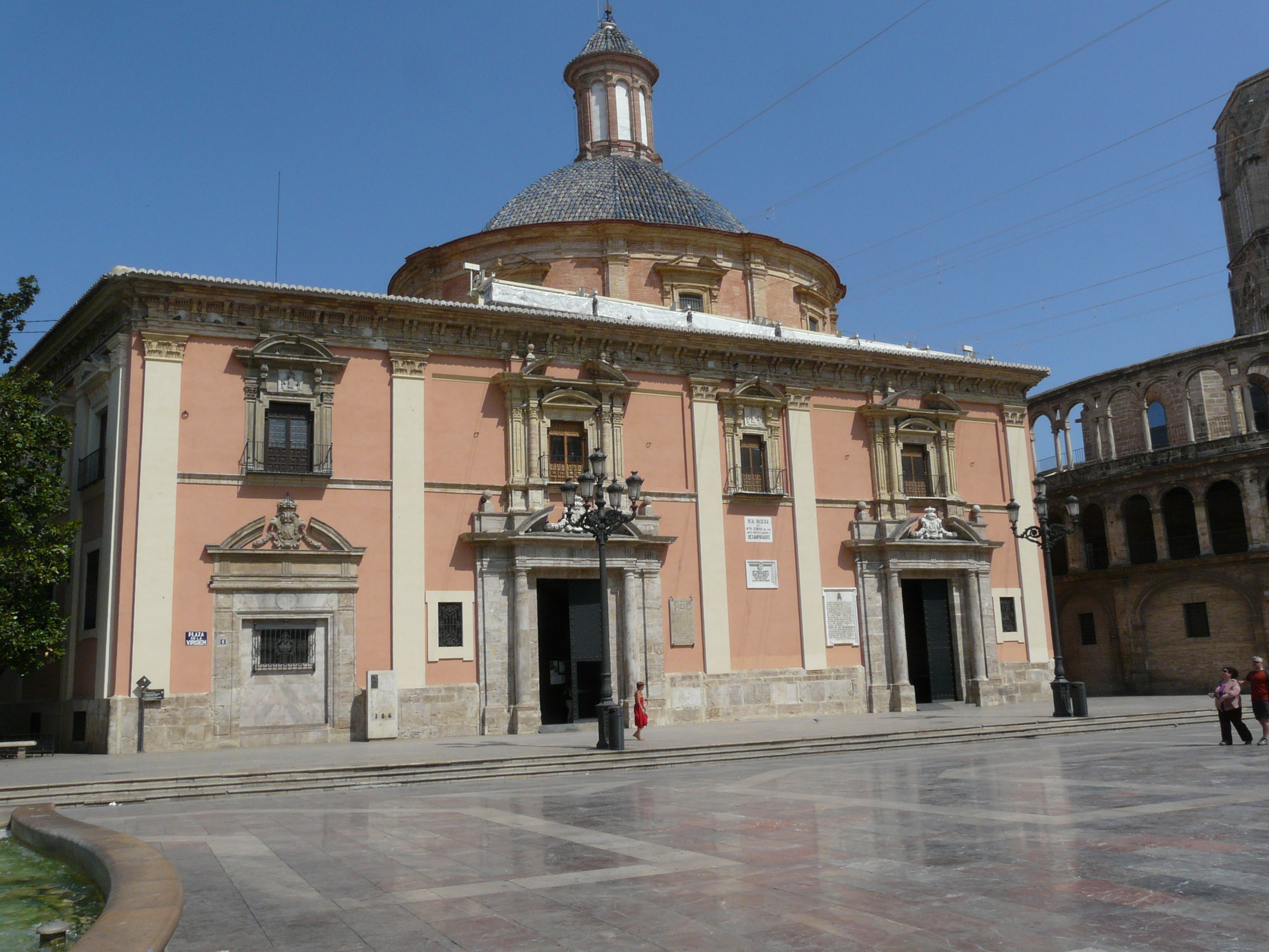
Basílica de la Virgen de los Desamparados

La archidiócesis tiene como sufragánea a las diócesis de: Ibiza, Mallorca, Menorca, Orihuela-Alicante y Segorbe-Castellón.
En 2020 en la archidiócesis existían 649 parroquias, tras la reforma de 2010, agrupadas en 34 arciprestazgos y estos en 8 vicarías episcopales territoriales. Además de 65 anejos y 375 iglesias no parroquiales.
- Vicaría I: Valencia (ciudad) norte
- Vicaría II: Valencia (ciudad) sur
- Vicaría III: Valencia - Área Metropolitana (Paterna, Manises, Torrente, Silla...)
- Vicaría IV: Moncada - Sagunto
- Vicaría V: Liria - Requena - Ademuz
- Vicaría VI: Játiva - Alcoy - Onteniente
- Vicaría VII: Ribera del Júcar (Sueca, Cullera, Algemesí, Carlet, Montroy...)
- Vicaría VIII: Valldigna - Safor - Marina Alta (Tabernes de Valldigna, Gandía, Oliva, Valles de Pego, Denia, Benisa...)
- Vicaria de Evangelización "San Juan de Ribera" (dedicada a la acción catequetica y evangelizadora)
- Vicaria de Acción Caritativa y Social "Santo Tomás de Villanueva" (dedicada a la caridad, ayuda social y Cáritas Diocesana de Valencia[3])

## Historia

### Diócesis
Se vislumbran indicios ciertos de una comunidad cristiana en Valencia en el siglo IV. Cuando fue martirizado en Valencia Vicente, el 22 de enero de 304, siendo diácono de Valero, obispo de Zaragoza. Existía ya una comunidad cristiana, pero la diócesis de Valencia, como tal, fue erigida en 527. Originariamente era sufragánea de la archidiócesis de Tarragona.
Cuando Valencia cayó en manos de los musulmanes en 712, se interrumpió la sucesión de obispos. La diócesis se restableció el 10 de octubre de 1238, inmediatamente después de la reconquista de la ciudad por el rey Jaime I de Aragón el día anterior, en que se consagró la mezquita mayor de la ciudad en iglesia-catedral, dedicándola a la Madre del Señor en su misterio de la Asunción, gran devoción del monarca. El arzobispo de Tarragona, Pedro de Albalat, la agregó a su archidiócesis, lo que dio lugar a un pleito con el arzobispo de la archidiócesis de Toledo Rodrigo Jiménez de Rada, que la reclamaba para sí; el asunto se resolvió finalmente a favor del tarraconense.

### Arquidiócesis
El 11 de octubre de 1470, el papa Paulo II, declaró exento de toda jurisdicción metropolitana a la sede valentina, haciéndola directamente bajo administración de la Santa Sede y el 9 de julio de 1492 fue elevada al rango de archidiócesis metropolitana por el papa Inocencio VIII, dignidad confirmada por el papa Alejandro VI.
La archidiócesis tuvo un momento de especial esplendor a mediados del siglo XVI, con los arzobispos santo Tomás de Villanueva, san Juan de Ribera y Martín Pérez de Ayala, que aplicaron los decretos del Concilio de Trento, dejando una profunda y duradera huella en la vida religiosa de la archidiócesis, confirmada por las obras de los santos que entonces vivieron en Valencia: Francisco de Borja, Pascual Baylón y Luis Bertrán y los beatos Andrés Hibernón y Gaspar Bono.
El siglo XIX también vio un copioso florecimiento de santos en Valencia: María Micaela del Santísimo Sacramento, Teresa de Jesús Jornet y la beata Inés de Benigánim.
En la segunda mitad del siglo XIX y en el primer tercio del siglo XX, la archidiócesis de Valencia se vio convulsionada por fuertes tensiones políticas y sociales, entre las que surgieron posiciones claramente anticlericales, que desembocaron en una abierta persecución a la Iglesia durante el guerra civil española, con centenares de mártires, muchos de los cuales fueron beatificados por el papa Juan Pablo II el 11 de marzo de 2001. En efecto, los 233 mártires beatificados en aquella ocasión procedían en su mayoría de la archidiócesis de Valencia.
En virtud del Concordato entre la Santa Sede y el Estado español de 1953, con dos decretos de la Congregación Consistorial de 6 de junio de 1957 (Initis inter) y 31 de mayo de 1960 (Quum sollemnibus Conventionibus), se modificaron los límites diocesanos: cedió los arciprestazgos de Jijona, Villajoyosa y Callosa de Ensarriá a la diócesis de Orihuela-Alicante, recibiendo la parroquia de Ayora; recibió el arciprestazgo Requena de la diócesis de Cuenca y los de Ademuz, Alpuente y Chelva de la diócesis de Segorbe, cediendo a esta última otro arciprestazgos y 27 parroquias situadas en las riberas y estribaciones montañosas del río Mijares.
En 2010, Carlos Osoro reestructuró de nuevo los arciprestazgos y las vicarías territoriales para adaptarla a la nueva población y número de sacerdotes y fomentar un nuevo dinamismo misionero.
El 28 de agosto de 2014 la Conferencia Episcopal Española hizo pública la designación por el papa Francisco de Antonio Cañizares Llovera como arzobispo metropolitano de Valencia, quien tomó posesión de la archidiócesis el 4 de octubre de 2014. El 15 de octubre de 2020, al cumplir los 75 años, presentó su renuncia tal y como indica la normativa, la cual fue aceptada el 10 de octubre de 2022. En la misma fecha se nombró como obispo titular a Enrique Benavent Vidal, que tomó posesión el 10 de diciembre de 2022.

## Estadísticas
Según el Anuario Pontificio 2021 la arquidiócesis tenía a fines de 2020 un total de 2 657 740 fieles bautizados.
| Año                                                                             | Población            | Población | Población      | Sacerdotes | Sacerdotes    | Sacerdotes    | Bautizados por sacerdote | Diáconos permanentes | Religiosos | Religiosos | Parroquias |
| Año                                                                             | Bautizados católicos | Total     | % de católicos | Total      | Clero secular | Clero regular | Bautizados por sacerdote | Diáconos permanentes | Varones    | Mujeres    | Parroquias |
| ------------------------------------------------------------------------------- | -------------------- | --------- | -------------- | ---------- | ------------- | ------------- | ------------------------ | -------------------- | ---------- | ---------- | ---------- |
| 1950                                                                            | 1 650 000            | 1 660 000 | 99.4           | 1153       | 773           | 380           | 1431                     |                      | 600        | 3925       | 432        |
| 1970                                                                            | ?                    | 1 886 742 | ?              | 1826       | 1143          | 683           | ?                        |                      | 704        | 4420       | 606        |
| 1980                                                                            | 2 165 050            | 2 279 571 | 95.0           | 1525       | 1007          | 518           | 1419                     | 1                    | 861        | 3691       | 654        |
| 1990                                                                            | 2 200 100            | 2 315 901 | 95.0           | 1536       | 918           | 618           | 1432                     |                      | 942        | 3608       | 659        |
| 1999                                                                            | 2 294 000            | 2 415 000 | 95.0           | 1516       | 810           | 706           | 1513                     |                      | 928        | 3530       | 651        |
| 2000                                                                            | 2 369 422            | 2 383 912 | 99.4           | 1505       | 799           | 706           | 1574                     |                      | 928        | 3530       | 651        |
| 2001                                                                            | 2 387 088            | 2 401 938 | 99.4           | 1556       | 801           | 755           | 1534                     |                      | 900        | 3515       | 651        |
| 2002                                                                            | 2 298 415            | 2 419 385 | 95.0           | 1569       | 790           | 779           | 1464                     |                      | 890        | 4025       | 651        |
| 2003                                                                            | 2 294 307            | 2 499 357 | 91.8           | 1556       | 786           | 770           | 1474                     |                      | 875        | 4025       | 652        |
| 2004                                                                            | 2 484 037            | 2 562 333 | 96.9           | 1538       | 788           | 750           | 1615                     |                      | 850        | 3800       | 652        |
| 2010                                                                            | 3 030 000            | 3 213 000 | 94.3           | 1521       | 761           | 760           | 1992                     | 10                   | 870        | 3810       | 650        |
| 2014                                                                            | 3 041 000            | 3 225 000 | 94.3           | 1541       | 731           | 810           | 1973                     | 16                   | 965        | 3820       | 647        |
| 2017                                                                            | 2 636 400            | 2 792 872 | 94.4           | 1345       | 745           | 600           | 1960                     | 16                   | 689        | 3753       | 646        |
| 2020                                                                            | 2 657 740            | 2 815 430 | 94.4           | 1187       | 837           | 350           | 2239                     | 34                   | 515        | 2550       | 649        |
| Fuente: Catholic-Hierarchy, que a su vez toma los datos del Anuario Pontificio. |                      |           |                |            |               |               |                          |                      |            |            |            |

Según cifras oficiales, en el curso 2018-2019 se formaron 63 seminaristas en el Seminario Mayor diocesano y se ordenaron 10 nuevos sacerdotes.